# یواس‌اس ریکسی (ای‌پی‌ایچ-۳)
یواس‌اس ریکسی (ای‌پی‌ایچ-۳) (به انگلیسی: USS Rixey (APH-3)) یک کشتی بود که طول آن ۴۵۰ فوت (۱۴۰ متر) بود. این کشتی در سال ۱۹۴۱ ساخته شد.